# Roger Gould
Roger George Gould (Brisbane, 4 de abril de 1957) es un empresario de cáterin y ex–jugador australiano de rugby que se desempeñaba como fullback. Fue internacional con los Wallabies de 1980 a 1987.

## Carrera
Gould era un buen pateador a los palos y está considerado uno de los mejores fullbacks de la historia; siendo luego de Serge Blanco y Johan Heunis el tercero de los años 1980. Jugó como titular el partido Five Nations vs. Overseas Unions como invitado de honor del Centenario de la World Rugby.

## Selección nacional
Fue seleccionado a los Wallabies por primera vez en junio de 1980 para enfrentar a los All Blacks e integró el equipo que partió de gira al Reino Unido en 1984 donde los Wallabies lograron el Grand Slam. En total jugó 25 partidos y marcó 86 puntos.

### Participaciones en Copas del Mundo
Disputó el mundial de Nueva Zelanda 1987 donde inició como titular ante el XV de la Rosa pero se lesionó y se perdió el resto del torneo, Andrew Leeds lo reemplazaría y finalmente David Campese se haría cargo del puesto. Fue su último partido con los Wallabies.
| Mundial                       | Sede          | Resultado     | PJ | Tries |
| ----------------------------- | ------------- | ------------- | -- | ----- |
| Copa Mundial de Rugby de 1987 | Nueva Zelanda | Cuarto puesto | 1  | 0     |

## Palmarés
- Campeón de la Copa Bledisloe de 1980.
- Campeón del Top12 de 1983–84.
- Campeón del Australian club championship de 1986.
- Campeón de la Queensland Premier Rugby de 1977 y 1985.